# أوين جونز (كاتب)
أوين جونز (بالإنجليزية: Owen Jones)‏ هو كاتب وصحفي وكاتب العمود بريطاني، ولد في 8 أغسطس 1984 في شفيلد في المملكة المتحدة.

## وصلات خارجية
- أوين جونز على موقع IMDb (الإنجليزية)
- أوين جونز على موقع ميوزك برينز (الإنجليزية)
- أوين جونز على موقع قاعدة بيانات الفيلم (الإنجليزية)